# JasPer
JasPer – projekt mający na celu stworzenie wolnej implementacji podstawowego kodeka formatu JPEG 2000, opisanego w części pierwszej standardu (ISO/IEC 15444-1). Składa się z biblioteki oraz kilku aplikacji demonstrujących jej działanie. Projekt został włączony do piątej części standardu JPEG-2000 jako wzorcowa implementacja podstawowego kodeka opisanego w pierwszej części standardu.

## Historia
JasPer powstał w wyniku współpracy firmy ImagePower, Inc. oraz Uniwersytetu British Columbia. Od 2004 roku dostępny jest na licencji MIT.